# Деформација
Деформације су промене облика и димензија машинског дела које настају при напрезању. Зависе од врсте напрезања и могу да се изразе као промена пресека, угиб, нагиб, и као сложена деформација. Разликују се еластичне и пластичне деформације. 